# Jamal Duff
Jamal Edwin Duff (født 11. Marts i 1972) er en amerikansk skuespiller og tidligere amerikansk fodboldspiller i National Football League. Han spillede college football på San Diego State University og derefter spillede han i National Football League for New York Giants og Washington Redskins.
Han har optrådt i SWAT, Welcome to the Jungle, Dodgeball: A True Underdog Story (som Ben Stillers fitnessconsigliere) og The Game Plan.